# Regierungsoberamtsrat
Regierungsoberamtsrat (ROAR) ist in Deutschland eine Amtsbezeichnung für ein Amt eines Beamten in der Laufbahngruppe des gehobenen Dienstes in der Bundes- oder Landesverwaltung im vierten Beförderungsamt. Sie setzt sich zusammen aus der Grundamtsbezeichnung Oberamtsrat und dem Zusatz „Regierungs-“. Das Amt des Regierungsoberamtsrates ist Endamt des gehobenen Dienstes und fungiert als Verzahnungsamt mit der Besoldungsgruppe A 13 (Regierungsrat) der Laufbahngruppe des höheren Dienstes.
In Bayern trägt ein Beamter im Endamt des gehobenen Dienstes (dritte Qualifikationsebene) seit der Einführung der sogenannten „Leistungslaufbahn“ nicht mehr die Amtsbezeichnung Regierungsoberamtsrat, sondern gleich die Amtsbezeichnung Regierungsrat.
Im gehobenen technischen Verwaltungsdienst des Bundes lautet die Amtsbezeichnung Technischer Regierungsoberamtsrat (TROAR).

## Besoldung
Das Amt eines Regierungsoberamtsrates ist in Besoldungsgruppe A 13 der Besoldungsordnung A des Bundesbesoldungsgesetzes oder der Landesbesoldungsgesetze eingruppiert. Von der Eingruppierung und Laufbahngruppe entspricht der Regierungsoberamtsrat dem Amt eines Ersten Polizeihauptkommissars sowie den Dienstgraden Stabshauptmann und Stabskapitänleutnant der Bundeswehr.

## Ausbildung
Regierungobersamtsräte haben in der Regel den Vorbereitungsdienst (Laufbahnausbildung) für den gehobenen Dienst in Form eines Fachhochschulstudiums als Diplom-Verwaltungswirt (FH) bzw. Bachelor abgeschlossen und wurden aufgrund einer guten dienstlichen Beurteilung vom Regierungsamtsrat (RAR) zum Regierungsoberamtsrat befördert.

## Dienststellung in einer Behörde
Regierungsoberamtsräte sind in großen Behörden zumeist in der Funktion als Sachbearbeiter bzw. Sachgebietsleiter tätig und fungieren dabei als Vorgesetzte der Beamten des gehobenen und des mittleren Dienstes. In kleineren Dienststellen können sie die Funktion eines Abteilungsleiters innehaben.